# Любовь и сигареты
«Любо́вь и сигаре́ты» (англ. Romance & Cigarettes) — американская музыкальная романтическая комедия сценариста и режиссёра Джона Туртурро.

## Сюжет
Ник Мердер — рабочий-металлист, строящий и ремонтирующий мосты. Он женат на портнихе Китти Кейн, сильной и доброй женщине, которая родила ему трёх дочерей. Но однажды Ник заводит любовный роман с рыжеволосой красавицей по имени Тула. Китти очень тяжело переживает измену мужа, пытаясь побороть в себе чувство гнева и обиды. Трагический поворот судьбы заставляет Ника осознать, какую боль он причинил своей семье. В результате он узнаёт истинную цену настоящей любви.

## В ролях
| Актёр              | Роль              |
| ------------------ | ----------------- |
| Джеймс Гандольфини | Ник Мердер        |
| Сьюзан Сарандон    | Китти Кейн Мердер |
| Кейт Уинслет       | Тула              |
| Стив Бушеми        | Angelo            |
| Кумар Паллана      | Da Da Kumar       |
| Кристофер Уокен    | Кузен Бо          |
| Барбара Зукова     | Грейс             |
| Мэнди Мур          | Крошка Мердер     |
| Аида Туртурро      |                   |
| Мэри-Луиз Паркер   | Констанция Мердер |
| Элейн Стритч       | Грейс Мердер      |

## Саундтрек
Название — Исполнитель
1. «A Man Without Love» — Энгельберт Хампердинк
2. «Answer Me, My Love» — Джин Эммонс (англ. Gene Ammons)
3. «El cuarto de Tula» — Buena Vista Social Club
4. «Piece of My Heart» — Дасти Спрингфилд
5. «Trouble» — Элвис Пресли
6. «Hot Pants» — Бобби Каннавале
7. «Prisoner of Love» — Синди Лопер
8. «Delilah» — Том Джонс
9. «I Want Candy» — Мэнди Мур, Аида Туртурро, Мэри-Луиз Паркер
10. «Red-Headed Woman» — Брюс Спрингстин
11. «Little Water Song» — Уте Лемпер
12. «It’s a Man’s Man’s Man’s World» — Джеймс Браун
13. «It Must Be Him» — Викки Карр (англ. Vikki Carr)
14. «The Girl That I Marry» — Джеймс Гандольфини и Сьюзан Сарандон
15. «Quando m’innamoro» — Anna Identici
16. «Ten Commandments of Love» — Harvey & The Moonglows
17. «I Wonder Who’s Kissing Her Now» — Аида Туртурро
18. «Piece of My Heart» — Эрма Франклин
19. «Banks of the Ohio» — Дэвид Патрик Келли и Katherine Borowitz
20. «When the Saviour Reached Down for Me» — The R&C Choir
21. «Do You Love Me Like You Kiss Me?» — Конни Фрэнсис